# Escharella fusca
Escharella fusca är en mossdjursart som först beskrevs av Charles Henry O'Donoghue 1926.  Escharella fusca ingår i släktet Escharella och familjen Romancheinidae. Inga underarter finns listade i Catalogue of Life.